# Macintosh 128K
Макинтош 128K је кућни рачунар, производ фирме Епл, који је почео да се израђује у САД током 1984. године.
Користио је Моторола MC 68000 као централни микропроцесор, а RAM меморија рачунара имала је капацитет од 128 kB (прошириво до 512 kB). 
Као оперативни систем коришћен је Макинтош систем 1.0.

## Детаљни подаци
Детаљнији подаци о Макинтошу дати су у табели испод.
|                       |                                                           |
| Макинтош 128K енгл.   |                                                           |
| Произвођач            | Епл                                                       |
| Тип                   | Кућни рачунар                                             |
| Меморија              | 128 (прошириво до 512 )                                   |
| Поријекло             | Сједињене Америчке Државе                                 |
| Година                | 1984                                                      |
| Тастатура             | Пуни помак тастера, 59 тастера                            |
| Процесор              | Моторола 68000                                            |
| Фреквенција процесора | 7,83                                                      |
| RAM                   | 128 (прошириво до 512 )                                   |
| ROM                   | 64                                                        |
| Текст                 | 40 знакова × 32 линије, битмапирани псеудо-знаковни режим |
| Графика               | 512 × 342 тачака                                          |
| Боја                  | Црно и бело, 9 монитор                                    |
| Звук                  | 4 гласа, 12 октава                                        |
| Димензије             | 13,6 (висина) × 9,6 (ширина) × 10,9 (дубина) / 16,5 фунти |
| Портови               |                                                           |
| Оперативни систем     | Макинтош систем 1.0                                       |